# Thamar, das Kind der Berge
Thamar, das Kind der Berge er en tysk stumfilm fra 1924 instrueret af Robert Dinesen.

## Medvirkende
- Lya De Putti som Thamar - Daniloffs Schwester
- Paul Otto som Daniloff
- Anton Pointner som Frank Bondy
- Alfred Haase som Menschikeff
- Harry Hardt som Taegar
- Sylvia Torf som Minka
- Alfred Kern som Diener
- Max Maximilian